# Aron Lund
Aron Lund, född 11 december 1980, är en svensk Mellanösternvetare, säkerhetspolitisk analytiker och skribent. Han är idag verksam vid bland annat FOI, tankesmedjan Century International och Centre of Syrian Studies vid University of St Andrews. Lund skriver också regelbundet för The New Humanitarian, Expressen Kultur, Upsala Nya Tidning och Eskilstuna-Kuriren.
Lund är uppväxt i Eskilstuna och har en masterexamen i Mellanösternstudier från Uppsala universitet samt har studerat arabiska och verkat i bland annat Alger, Damaskus, Amman och Kairo. Han har publicerat flera böcker och ett tiotal forskningspublikationer om Syriens politik och inbördeskriget i Syrien.